# Anne Karin Elstad
Anne Karin Elstad est une romancière norvégienne née le 19 janvier 1938 à Valsøyfjord (actuelle commune d'Halsa) dans le comté du Møre og Romsdal et morte le 4 avril 2012.

## Biographie
Elle a commencé sa carrière de romancière en 1976 avec la parution de Folket på Innhaug (Les gens de Innhaug).
Elle a reçu le prix norvégien des libraires en 1982 pour Senere, Lena (Plus tard, Lena) et deux fois le prix norvégien des lecteurs, en 2003 pour Odel (Héritage) et en 2006 pour Hjem (Chez nous).
Son roman For dagene er onde (Car cruels sont les jours) a été porté à l'écran en 1991 par le réalisateur norvégien Eldar Einarson.